# Bessel-függvény
A matematikában a Bessel-függvények a Bessel-féle differenciálegyenlet kanonikus megoldásai (y(x)).
A Bessel-féle differenciálegyenlet:
{\displaystyle x^{2}{\frac {d^{2}y}{dx^{2}}}+x{\frac {dy}{dx}}+(x^{2}-\alpha ^{2})y=0}
Ezt a függvényt először Daniel Bernoulli (1700 – 1782) svájci fizikus definiálta, majd Friedrich Bessel (1784 – 1846) német matematikus általánosította, és róla nevezték el a függvényeket.
A differenciálegyenlet igaz bármely valós vagy komplex α-ra (ez a függvény rendszáma). A legfontosabb esetekben α egy egész vagy félegész szám.
A differenciálegyenletnek két fajta megoldása ismeretes: ezek az I. fajú Bessel-függvény (Jα) és a II. fajú Bessel-függvény (Yα) (Neumann-függvény). Létezik egy III. fajú függvény is, de ezt inkább Hankel-függvénynek hívják, mely a I. fajú Bessel-függvény és a II. fajú Bessel függvény speciális kombinációja.

## Alkalmazások
A Bessel-függvények a Laplace-egyenlet és a Helmholtz-egyenletek megoldásaira használják hengerkoordináta-rendszerben, vagy gömbi koordináták rendszerében. A Bessel-függvények különösen fontosak a hullámterjedési problémák megoldásánál, és statikuspotenciál-problémák esetén. Hengerkoordináta-rendszerben a Bessel-függvényeknél az α=n; gömbi koordináták rendszerében a félegész szám rendű megoldás alkalmazható (α = n+1/2).

### Példák az alkalmazási területekre
- Elektromágneses hullámok (elektromágneses sugárzás) megoldása hengerkoordináta-rendszerben,
- Hővezetés hengerkoordináta-rendszerben,
- Vékony akusztikus membránok rezgéseinek elemzése
- Diffúziós problémák rácsszerkezetekben
- A radiális Schrödinger-egyenlet megoldásai szabad részecskékre
- Akusztikus sugárzás megoldásai
- Jelfeldolgozásban: FM szintézis, Kaiser-ablak, Bessel-szűrő

## I. fajú Bessel-függvény (J_{α})

I.fajú Bessel-függvény, α =0,1,2 esetekre

## II. fajú Bessel-függvény (Y_{α})

II.fajú Bessel-függvény, α =0,1,2 esetekre

## Bessel-integrál
n egész értékekre a Bessel-függvény definiálható integrállal is:
{\displaystyle J_{n}(x)={\frac {1}{\pi }}\int _{0}^{\pi }\cos(n\tau -x\sin(\tau ))\,\mathrm {d} \tau .}
Egy másik analóg kifejezés integrállal:
{\displaystyle J_{n}(x)={\frac {1}{2\pi }}\int _{-\pi }^{\pi }e^{-i(n\tau -x\sin(\tau ))}\,\mathrm {d} \tau .}
Bessel ezt a kifejezést használta, és ebből a kifejezésből vezette le a függvény számos tulajdonságát.

## Módosított Bessel-függvény
A Bessel-függvények érvényesek komplex argumentumú x-ekre is. Egy fontos speciális eset, amikor az argumentum tisztán komplex. Ezekben az esetekben a Bessel-függvény megoldásait módosított Bessel-függvényeknek hívják (vagy hiperbolikus Bessel-függvénynek).

Módosított I.fajú Bessel-függvény, n =0,1,2 esetekre

Módosított II.fajú Bessel-függvény, n =0,1,2 esetekre